# Skálafjørður
For bygden, se Skálabotnur. Se også Skála og Skálavík
Skálafjørður (dansk: Skålefjord) er Færøernes længste fjord beliggende på sydsiden af Eysturoy. Den strækker sig 14 kilometer nordvestover fra bygden Nes til Skálabotnur. 
Langs østsiden ligger et af øgruppens tættest befolkede områder samt et vigtigt erhvervsområde. Den sammenhængende bebyggelse starter på Nes i mundingen og fortsætter videre indover med bygderne Toftir, Saltnes, Runavík, Saltangará, Glyvrar, Lambareiði, Søldarfjørður, Skipanes og Gøtueiði. Længere inde ligger Skálabotnur i bunden. På vestbredden ligger Skála, Innan Glyvur og Strendur.
I december 2020 blev de to sider af fjorden forbundet med Færøernes hidtil længste undersøiske tunnel, Eysturoyartunnilin, der har to portaler på hver sin side af fjorden, ved bygden Runavík i øst ved Strendur i vest og disse tunneller mødes ca. midtvejs under havbunden og fortsætter i en tredie tunnel til øen Streymoy, hvor den tredie portal er få kilometer nord for hovedstaden Tórshavn, ved bygden Hvítanes. Afstanden mellem Runavík og Tórshavn blev med tunnellen forkortet fra 55 km til 17 kilometer, og bilturen blev forkortet fra 64 til 16 minutter. Køreafstanden mellem Færøernes to største byer, Klaksvík og Tórshavn, er også blevet forkortet fra 68 til 36 minutter. Tunnellen fra Rókini ved Runavík til rundkørslen er 2,2 km lang, mens tunnellen fra rundkørlsen til Strendur er 1,7 km lang. Tunnellen fra rundkørslen til hovedstaden er 7,5 km lang. Eysturoyartunnilin er ikke gratis at køre igennem. Det vil med tiden blive billigere at køre igennem den, lige som det blev med de to andre undersøiske tunneller, Vágatunnilin og Norðoyatunnilin.
Under den britiske besættelse i 2. verdenskrig på Færøerne havde fjorden en specielt vigtig stratetisk betydning,  som en naturlig marinehavn. Svære skibskanoner vågede over fjordindløbet ved Nes, og et flakbatteri forsvarede naturhavnen for luftangreb. For at sikre fjorden mod undervandsbåde, kunne der monteres et undersøisk stålnet ved indløbet. Her befandt der sig også et vigtig olidepot. i nutiden kan man stadig se de britiske olietanke ved plantagen Viðarlundin í Søldarfirði i bygden Søldarfjørður.
På grund af sin beskyttede beliggenhed benyttes fjorden også i nutiden som havn, når vinden står ugunstig i 
Tórshavn.